# Xerotyphlops
Xerotyphlops – rodzaj węży z podrodziny Asiatyphlopinae w rodzinie ślepuchowatych (Typhlopidae).

## Zasięg występowania
Rodzaj obejmuje gatunki występujące w Afryce (Mauretania i Egipt włącznie z Synajem), Europie (Chorwacja, Czarnogóra, Albania, Grecja, Macedonia Północna i Bułgaria) i Azji (Cypr, Rosja, Gruzja, Armenia, Azerbejdżan, Turcja, Syria, Liban, Izrael, Jordania, Jemen, Irak, Iran, Turkmenistan, Uzbekistan, Tadżykistan i Afganistan).

## Systematyka

### Etymologia
Xerotyphlops: gr. ξερον xeron „suchy ląd”; τυφλωψ tuphlōps, τυφλωπος tuphlōpos „ślepy wąż”.

### Podział systematyczny
Do rodzaju należą następujące gatunki:
- Xerotyphlops etheridgei (Wallach, 2002)
- Xerotyphlops socotranus (Boulenger, 1889)
- Xerotyphlops syriacus (Jan, 1864)
- Xerotyphlops vermicularis (Merrem, 1820) – ślepucha robakowata
- Xerotyphlops wilsoni (Wall, 1908)